# Захоплення Корона (1532—1534)

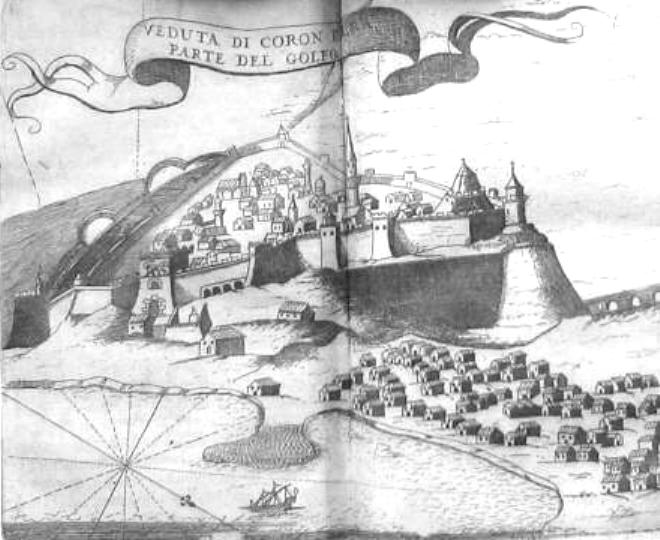
Фортеця Корон (Короні) в 1692 році

Захоплення Корона в 1532—1534 рр. — захоплення османської фортеці Корон в еялеті Морея (сучасне Короні у Мессенії, Греція) флотом Габсбурзької імперії на чолі з адміралом Андреа Доріа. Разом з захопленням інших стратегічних морських портів в Аттиці та Мореї, було здійснено імперським флотом для відволікання уваги османських сил від головного театру війни с Габсбурзькою Австрією в Угорщині. Флот Андреа Доріа успішно відбив османські спроби відвоювати місто з моря, але сухопутна армію на чолі з Ях'я-Пашазаде Мехмед-беєм успішно здійснила облогу Корона і повернула місто під османський контроль у квітні 1534 року.

## Передумови
Після розподілу земель Візантії в результаті Четвертого хрестового походу, з 1209 року Корон належав Венеції, але під час Другої османо-венеційської війни (1499—1503), в 1500 році османський адмірал Кемаль-реїс, внаслідок перемоги в Битві при Модоні захопив це стратегічне портове місто.
У 1532 р., в ході Малої війни в Угорщині, під час військового компанії, що вів Сулейман I проти габсбурзької Австрії, імператор Карл V Габсбург наказав генуезькому адміралу Андреа Доріа напасти на османські міста на узбережжі Мореї (Пелопоннес) для відволікання уваги османів від кампаній на материку.

## Захоплення, оборона і подальша втрата міста

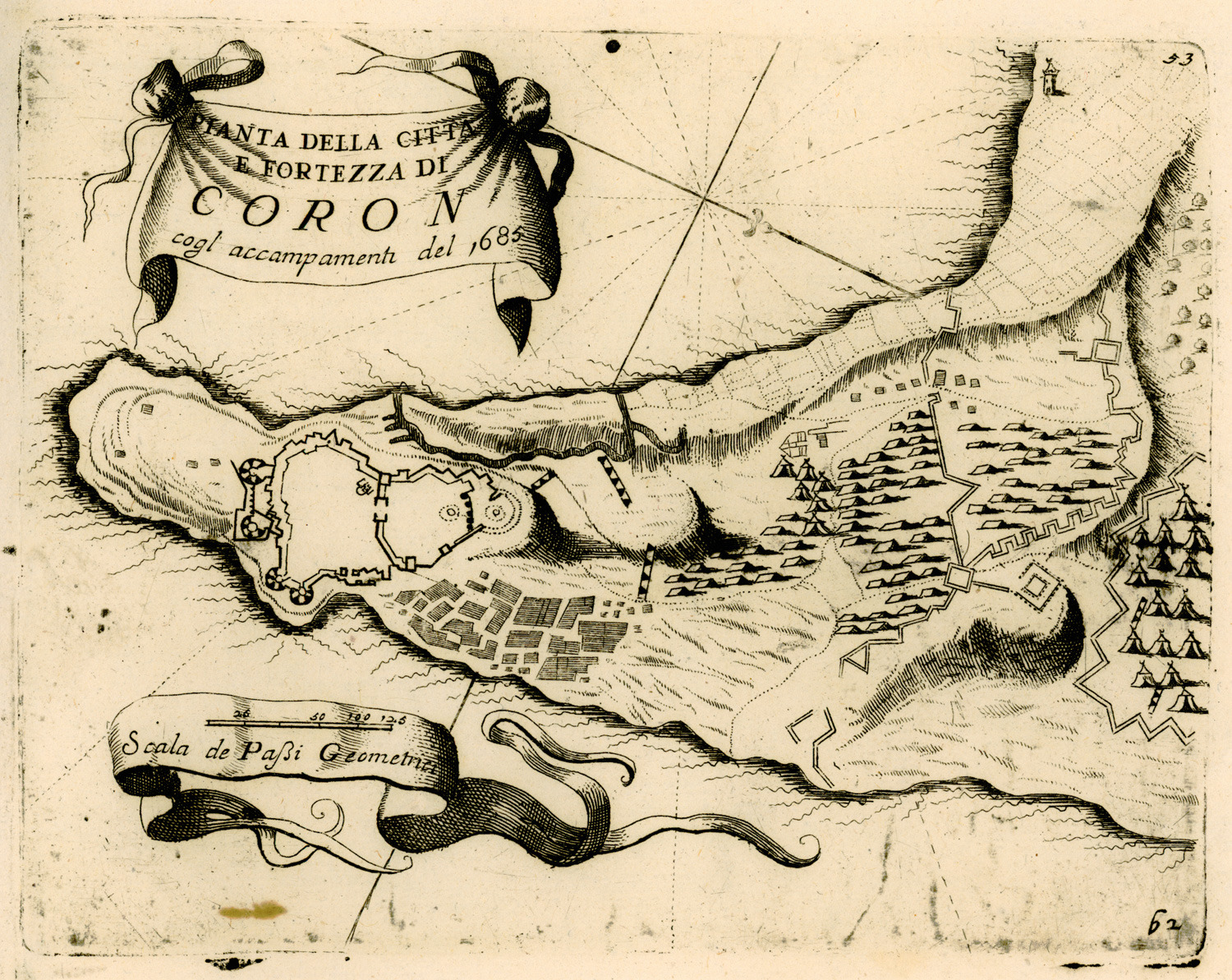
Місто та фортеця Корон на карті 1688 року

Флот Андреа Доріа, до складу якого входив один з найбільших кораблів того часу — броньована карака лицарів-госпітальєрів Санта Анна, спромігся захопити на узбережжі Мореї стратегічні порти в Коринфській затоці — Патрас і Лепанто. Флот Доріа також захопив стару венеційську фортецю Корон в Мессенії і спустошив його околиці.
Навесні 1533 року османський султан Сулейман Пишний відправив 60 галер, щоб повернути собі місто. Вони заблокували гавань, але були розгромлені генуезьким флотом на чолі з адміралом Доріа, що підкреслило слабкість тогочасного османського флоту. Це переконало Сулеймана влітку 1533 року запропонувати очолити османський флот упішному берберському корсару і бею Алжира Хізиру Барбароссі. Проте Барбаросса зміг підготувати новий османський флот і вийти з ним в море лише в липні 1534 року.
Ще до виходу флоту Барбаросси в море, Сулейман направив сухопутну армію на чолі з Ях'я-Пашазаде Мехмед-беєм, якому вдалось відвоювати усі захоплені Доріа міста. Зокрема, сухопутна армія успішно здійснила облогу Корона, змусивши його капітулювати 1 квітня 1534 року. На умовах капітуляції іспанському гарнізону було дозволено залишити місто неушкодженим і відпливти в Італію.

## Наслідки
Захоплення імперським флотом з моря Корона ті інших важливих османських міст та невдалі дії османського флоту під час спроби звільнити Корон, змусили Сулеймана усвідомити важливість наявності потужного морського флоту з талановитим командиром. Створення нового морського флоту було доручено відомому берберському корсару і бейлербею Алжиру Хайр ад-Діна Барбароссі, якого Сулейман в серпні 1533 року терміново викликав в Стамбул і призначив капудан-пашею (головним адміралом) флоту Османської імперії.
Під керівництвом Барбаросси Османський флот здобув ряд блискучих перемог, найзначнішою з яких стала перемога над об'єднаним європейським флотом в Битві при Превезі в 1538 році, яка ознаменувала початок тридцятирічного періоду домінування османського флоту в Середземномор'ї.